# منشأة المطران
قرية منشاة المطران هي إحدى القرى التابعة لمركز دمنهور في محافظة البحيرة في جمهورية مصر العربية. حسب إحصاءات سنة 2006، بلغ إجمالي السكان في منشاة المطران 991 نسمة، منهم 508 رجل و483 امرأة.